# Carebara robertsoni
Carebara robértsoni (лат.) — вид очень мелких лестобиотических муравьёв из подсемейства Myrmicinae (Formicidae). Эндемик Африки.

## Описание
Длина тела рабочих составляет 1,4—1,5 мм, длина головы равна 0,38—0,41 мм (ширина головы — 0,32—0,34 мм). Усики состоят из 9 (рабочие) или 10 (самки) члеников и имеют булаву из двух вершинных сегментов. Нижнечелюстные и нижнегубные щупики состоят из 2 2 члеников. Самки впятеро крупнее рабочих. Длина тела самок составляет 7,0—7,2 мм, длина головы равна 1,10—1,14 (ширина головы — 1,14 мм). Скапус короткий, длина его у рабочих равна 0,22—0,24 мм (у самок — 0,68—0,70 мм). Мандибулы самок с 7 зубцами. Глаза очень мелкие (состоят из 2—4, редко 4 омматидиев).

## Систематика
Вид был описан в 1993 году в Южной Африке (на территории тогдашней провинции Трансвааль, Weltevreden Farm) английским мирмекологом Барри Болтоном и R. Belshaw. Вид был назван в честь Хэмиша Робертсона (Hamish Robertson) из Южноафриканского музея (англ. South African Museum), который впервые нашёл его в гнёздах крупных муравьёв Plectroctena mandibularis (Ponerinae). В 2004 году колумбийский энтомолог Ф.Фернандес синонимизировал с родом Carebara несколько других родов, в том числе и Paedalgus с 10 видами. Поэтому данный вид цитируют под названием Carebara robertsoni. Относят к трибе Crematogastrini (ранее в Solenopsidini или Pheidologetonini).